# Густаво Кабраль
Густаво Даніель Кабрал (нар. 14 жовтня 1985, Ісідро Казанова, Аргентина) — аргентинський футболіст, захисник футбольної команди «Пачука».

## Життєпис
Народився 14 жовтня 1985 року в місті Ісідро Казанова, Аргентина. У 2003 році приєднався до «ФК Расінг», де зіграв 112 матчів і забив 3 голи до 2008 року. Згодом отримав запрошення від «Рівер Плейт», де провів один повноцінний сезон.
В червні 2010 року після кількох конфліктних моментів з аргентинськими вболівальниками переїхав до мексиканського клубу «Естудіантес Текос», за який відіграв 30 ігор. 
Влітку 2010 року уклав угоду з іспанською «Сельтою»

## Титули і досягнення
- Чемпіон світу (U-20): 2005